# さかやき

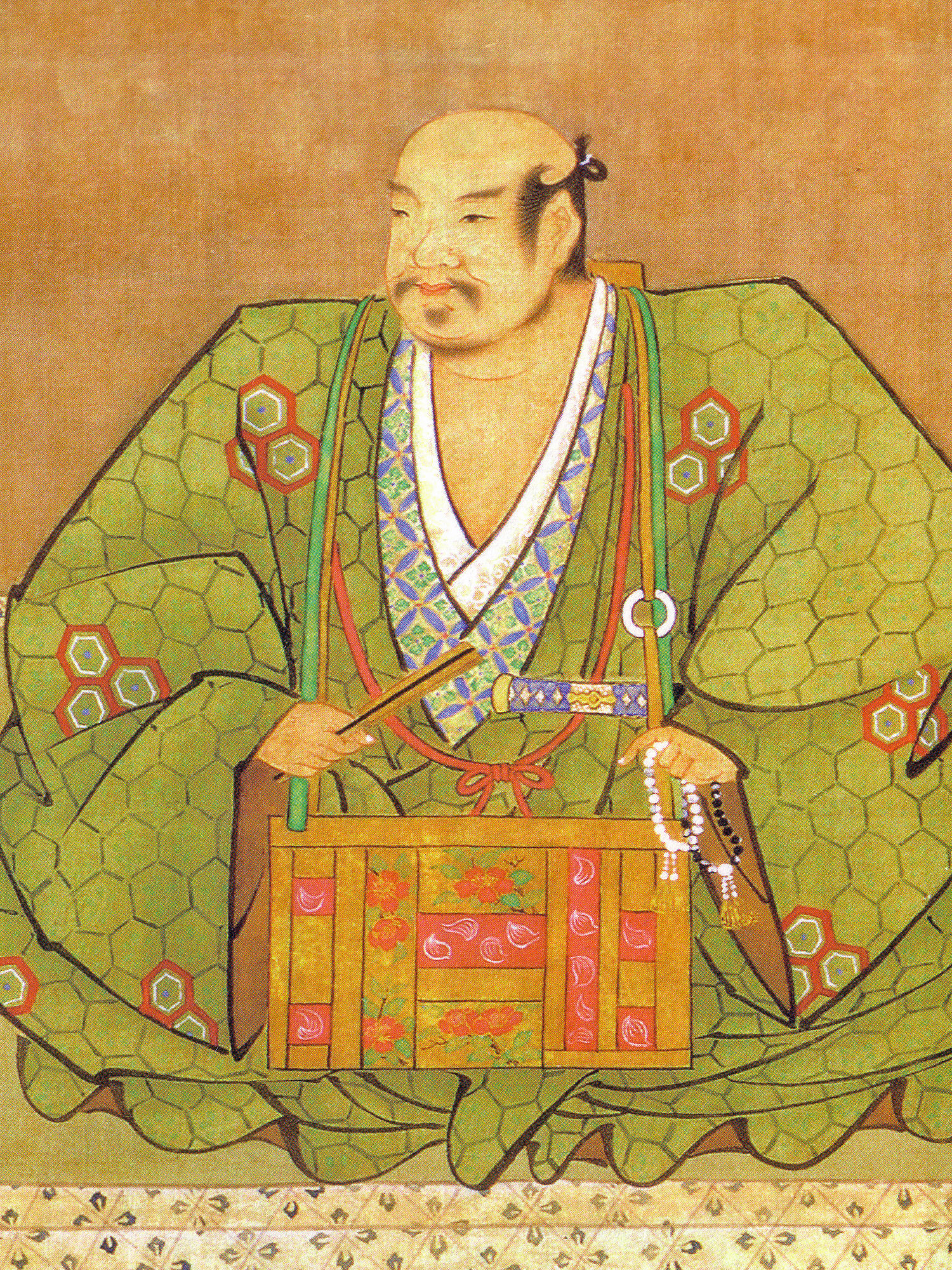
月代をした浅井長政

さかやき（月代）とは、江戸時代以前の日本にみられた成人男性の髪型において、前頭部から頭頂部にかけての、頭髪を剃りあげた（抜き上げた）部分を指す。さかやきを剃った髪型のことは、野郎頭や半髪頭と表現される。

## 概要
兜を被った際に頭が蒸れるのを抑えるために始まった風習とされる。平時は側頭部および後頭部の髪をまとめて髷を結った。なお、現代日本において時代劇等で一般男性の髷としてなじみとなっているのは銀杏髷であり、髷が小さい丁髷ではない。さかやきをそり、髷を解いた髪型を「童髪（わらわがみ）」といい、「大童（おおわらわ）」の語源となっている。また、兜を被った際に頭が蒸れるのを抑える目的は「弁髪」に共通している。
「サカヤキ」の語源、また「月代」の用字の起源は諸説ある。一説にさかやきはサカイキの転訛であるという。戦場で兜をかぶると気が逆さに上るから、そのイキを抜くためであるという伊勢貞丈の説が広く認められている。
通常のさかやきは剃りあげ部分が青いが、老齢で頭髪が抜け落ちると青くならないため、若作りをしたい男性は「青苔」と呼ばれた青色の眉墨を薄く塗った。

## 歴史
『玉葉』安元2年7月8日の条に、「自件簾中、時忠（平時忠）卿指出首、（其鬢不正、月代太見苦、面色殊損）」とあり、平安時代末期、行われていたことが分かる。
『太平記』巻5に、「片岡八郎矢田彦七あらあつやと頭巾を脱いで、側に指し置く。実に山伏ならねば、さかやきの跡隠れなし」とあり、絵巻物などと照らし合わせると、鎌倉時代、室町時代にさかやきが行われていたと分かる。当時は、兜による頭の蒸れ対策として戦の間だけ行われた習慣であり、日常に戻った時は総髪となった。
戦国時代になると、戦が続くなどしてさかやきが日常においても行われるようになった。
沖縄の古謡集『おもろさうし』のうち、1609年の島津氏による琉球出兵を歌ったものでは、薩摩兵を「まへぼじ（前坊主）」と揶揄しており、さかやきを作っていた事がわかる。
江戸時代になると、凛々しい髪型が好まれ、一定の風俗となった。公卿を除く、一般すなわち武家、平民の間で行われ、元服の時はさかやきを剃ることが慣例となった。蟄居や閉門の処分期間中や病気で床についている間はさかやきを剃らないものとされた。外出時もさかやきでない者は、公卿、浪人、山伏、学者、医師、人相見、物乞いなどであった。さかやきの形は侠客、中間、小者は盆の窪まであり、四角のさかやきは相撲から起こり、その広いものを唐犬額といった。江戸時代末期にはさかやきは狭小になり、これを講武所風といった。また若さをアピールする一種のファッションとして、さかやきやもみあげを藍で蒼く見せるという風習も流行した。
明治の断髪令まで行われた。